# Mateus (football, 1994)
Pour les articles homonymes, voir Mateus.
Mateus dos Santos Castro, plus communément appelé Mateus, né le 11 septembre 1994 à Itabuna, est un footballeur brésilien qui évolue au poste d'ailier au Nagoya Grampus.

## Biographie
Lors de la saison 2017, il inscrit cinq buts en première division japonaise avec le club de l'Omiya Ardija.
En janvier 2025, Mateus retourne au Nagoya Grampus, club où il a évolué quatre ans entre 2019 et 2023.

## Palmarès
- Champion du Japon de D2 en 2015 avec l'Omiya Ardija
- Champion du Japon en 2019 avec le Yokohama F. Marinos
- Vainqueur de la Coupe de la Ligue japonaise en 2021 avec le Nagoya Grampus